# بروميلية
البروماليات أو العلفيات أو أنَنَاسيَّات (الاسم العلمي: Bromeliaceae) هي فصيلة نباتية تتبع رتبة القبئيات من طائفة أحاديات الفلقة.

## البروميليّات الغذائيّة
أبرز أجناسها الأناناس المستمدّة تسميته من لغة برازيليّة قديمة. ومن أنواعه: الأناناس الزراعيّ (A. sativa): يُزرع في المناطق المداريّة الحارّة حيث متوسّط درجات الحرارة من رتبة 52ْ س، والأمطار تتراوح بين 1000-1500 مم سنويًّا.

## البروميليّات الفوقيّة
وهي نباتات تكون حلقة حياتها على سطوح نباتات أخرى كالأشجار، أو على أعمدة الهاتف، مستمدّة الرطوبة من الهواء والمطر، والأغذية من الغبار والفضلات المتراكمة حول النبات.
للنباتات الفوقيّة بنية تشريحيّة متلائمة مع مقاومة الجفاف بسبب وجود أدمة تحتيّة (hypoderm) متمايزة خافضة للتعرّق أو النتح، إضافة إلى جيوب مخاطيّة ماسكة للماء، وأوراق قمعيّة الترتيب تسهّل قواعدها جمع الماء.

## أسر
تضم فصيلة البروميلية ثلاث أسر هي:
- أسرة البروميلاوات وتضم 32 جنساً وتتفرع إلى 861 نوعاً
- أسرة البتكيرنياوات (باللاتينية: Pitcairnioideae) وتضم 16 جنساً وتتفرع إلى 1030 نوعاً
- أسرة التيلندسياوات وتضم 9 أجناس وتتفرع إلى 1277 نوعاً

## أجناس
- البروميليا
- الأكمية
- الوروهية